# Сычуаньский такин
Сычуаньский такин (лат. Budorcas taxicolor tibetana) — парнокопытное млекопитающее из семейства полорогих, подвид такина. Уязвимый подвид, обитает в Тибете и провинциях Сычуань, Ганьсу и Синьцзян Китайской Народной Республики. Такины — одни из наименее изученных копытных.

## Таксономия
Его можно отличить от его близкого родственника, Budorcas taxicolor bedfordi, в основном по цвету шерсти, а также по другим внешним признакам. Кроме того, у них разный ареал.

## Среда обитания
Обитают в тех же густых бамбуковых лесах, что и более известная гигантская панда. В этих густых зарослях и бамбуковых рощах сычуаньские такины живут семейными группами до 30 особей . Несмотря на то, что это крупный, коренастый и относительно медлительный зверь, он довольно ловко передвигается по крутым каменистым склонам. Недоступность горной среды обитания подвида стала причиной его малоизученности, информации о поведении и экологии этого зверя собрано весьма мало, особенно это касается распространения и численности животных.

## Угрозы
Хотя сычуаньский такин считается национальным достоянием Китая и строго охраняется законом, ему угрожает продолжающееся браконьерство и разрушение среды обитания. Очень важно изучить это животное, чтобы разработать действенный долгосрочный план по его сохранению. Браконьеры убивают их ради мяса и шкур. Численность подвида точно неизвестна, но, возможно, он косвенно выиграл от защиты, предоставленной гигантской панде и другим видам.

## Поведение и экология
У такинов есть приспособления, которые помогают им оставаться в тепле и сухости во время сильных зимних холодов в Гималайских горах. Густой подшёрсток защищает их от холода. Большая, как у лося, морда имеет большие пазухи, которые согревают воздух, который вдыхает такин, прежде чем он попадет в легкие. Без этой адаптации такины потеряли бы большое количество тепла тела просто при дыхании. Ещё одна защита — их жирная кожа. Хотя у них нет потовых желез, их кожа выделяет маслянистое вещество с горьким вкусом, которое действует как естественная гидроизоляция во время дождя и тумана. Полосы этого маслянистого вещества можно увидеть там, где трутся такины. У них также есть запах, напоминающий сочетание конины и мускуса.
Кормятся рано утром и ближе к вечеру, а в остальное время отдыхают. Поскольку они живут на высоте более 4300 метров, они питаются многими видами альпийских лиственных и вечнозеленых растений. Поедают практически любую растительность, находящуюся в пределах досягаемости. Сюда входят жесткие листья вечнозеленых рододендронов и дубов, кора ивы и сосны, листья бамбука, а также разнообразные молодые листья и травы. Они могут легко встать на задние ноги, опираясь передними о дерево, и при необходимости дотянуться до листьев.

## Миграция и социальное устройство
Каждую весну такины собираются в большие стада и мигрируют вверх по горам к лесов. По мере приближения прохладной погоды и нехватки еды такины спускаются в лесные долины. Двигаясь вверх, вниз или через горы, такины снова и снова используют одни и те же маршруты. Они прокладывают тропы через густые заросли бамбука и рододендронов, которые ведут к естественным солончакам и пастбищам.
Размер стада такинов меняется в зависимости от сезона: весной и в начале лета стада могут насчитывать до 300 голов; в более прохладные месяцы, когда еды меньше, большие стада разбиваются на более мелкие группы по 10-35 такинов, спускаясь с гор. Стада состоят из взрослых самок, детенышей, подростков и молодых самцов. Взрослые самцы обычно держатся поодиночке, за исключением периода гона или брачного сезона в конце лета.

## Размножение
Ранней весной самки рожают одного детеныша. В течение трех дней после рождения он может следовать за своей матерью по большинству типов местности. Это очень важно, если поблизости находятся хищники или если стаду приходится преодолевать большие расстояния в поисках корма.

## Естественные враги
Из-за большого, мощного тела и впечатляющих рогов у такинов мало естественных врагов, кроме медведей и волков. Обычно они медлительны, но могут быстро отреагировать, если рассердятся или напуганы. При необходимости могут ловко перепрыгивать с камня на камень. Если такин чувствует опасность, он предупреждает остальных громким «кашлем», который заставляет стадо бежать. Также может издавать устрашающий рев.